# Atomaria scutellaris
Atomaria scutellaris is een keversoort uit de familie harige schimmelkevers (Cryptophagidae). De wetenschappelijke naam van de soort werd in 1849 gepubliceerd door Victor Ivanovitsch Motschulsky.